# Электронные доказательства
Электронные доказательства — сведения о фактах в электронном виде, на основании которых суд устанавливает наличие или отсутствие обстоятельств, обосновывающих требования и возражения лиц, участвующих в деле, а также иные обстоятельства, имеющие значение для правильного рассмотрения дела.

## Понятие и виды электронных доказательств

### Россия
В российском процессуальном законодательстве закреплён открытый перечень доказательств, к числу которых, отнесены письменные и вещественные доказательства, объяснения лиц, участвующих в деле, заключения экспертов, консультации специалистов, показания свидетелей, аудио- и видеозаписи, иные документы и материалы (ч. 1 ст. 55 ГПК РФ, ч. 2 ст. 64 АПК РФ и ч. 1 ст. 59 КАС РФ).
Цифровые технологии изменили представление о доказательствах. Развитие в России системы онлайн заседаний и опыт судебных заседаний в форме видео-конференц-связи свидетельствуют о том, что в скором времени судопроизводство будет протекать в условиях оценки множества электронных доказательств, приобщаемых к электронному делу.
Электронными доказательствами признаются:
1. электронные сообщения,
2. электронные документы и иные документы в электронной форме,
3. цифровые аудио- и видеозапись, фотоизображение,
4. информация Интернет-порталов публичных органов и организаций,
5. информация в СМИ,
6. SMS-сообщения, бизнес-мессенджеры и социальные сети,
7. электронные копии (образ) документа,
8. цифровой отпечаток сайта (веб-архивы) и другие.

### Беларусь
В силу ст. 55 ХПК Республики Беларусь лица, участвующие в деле, вправе представлять в суд, рассматривающий экономические дела, документы в электронном виде в установленном законодательством порядке. Письменными доказательствами признаются, в том числе, документы и материалы, содержащие сведения об обстоятельствах (о фактах), имеющих значение для дела, в том числе выполненные в форме цифровой, графической записи, полученные посредством факсимильной, электронной или другой связи либо иным способом, позволяющим установить достоверность документа (ст. 84 ХПК Республики Беларусь, ст. 192 ГПК Республики Беларусь).

### Казахстан
Согласно ч. 1 ст. 99 ГПК Республики Казахстан доказательства могут быть представлены на материальных носителях информации, содержащих: аудио-, видеозаписи, в том числе полученные приборами наблюдения и фиксации, материалы фото- и киносъёмки и другие материалы на электронных и цифровых носителях, имеющие значение для дела и отвечающие критериям относимости и допустимости.

### Азербайджан
В силу ст. 89.2 ГПК Азербайджанской Республики материалы, полученные по факсу, электронной почте или иному средству связи или же полученные иным способом в качестве доказательств принимаются судом только при условии возможности установления их подлинности.

### Украина
Согласно ст. 100 ГПК Украины и ст. 96 ХПК Украины, электронные доказательства — информация в электронной (цифровой) форме, содержащая данные об обстоятельствах, имеющих значение для дела, в частности, электронные документы (в том числе текстовые документы, графические изображения, планы, фотографии, видео- и звукозаписи и т. д.), веб-сайты (страницы), текстовые, мультимедийные и голосовые сообщения, метаданные, базы данных и другие данные в электронной форме. Такие данные могут храниться, в частности, на портативных устройствах (картах памяти, мобильных телефонах и т. п.), серверах, системах резервного копирования, других местах хранения данных в электронной форме (в том числе в сети Интернет).
Электронные доказательства представляются в подлиннике или в электронной копии, заверенной электронной цифровой подписью, приравненной к собственноручной подписи в соответствии с Законом Украины «Об электронной цифровой подписи». Законом может быть предусмотрен иной порядок удостоверения электронной копии электронного доказательства (ч. 2 ст. 100 ГПК Украины).

### США
В условиях общепринятых компьютерных стандартов к цифровым доказательствам действует Научная рабочая группа по цифровым доказательствам — Scientific Working Group on Digital Evidence (SWGDE). Исследуются цифровые и мультимедийные данных для обеспечения качества и согласованности судопроизводства.

## Электронные сообщения
Взаимодействие участников гражданского и торгового оборота обеспечивается обменом информацией, в том числе электронными сообщениями, посредством которой стороны выражают свою волю на возникновение, изменение либо прекращение правоотношений.
Электронное сообщение — информация, переданная или полученная пользователем информационно-телекоммуникационной сети (ст. 2 Федерального закона от 27 июля 2006 г. № 149-ФЗ «Об информации, информационных технологиях и о защите информации»).
Виды электронных сообщений:
- электронная почта,
- SMS-сообщения,
- факсовые сообщения (Public Switched Telephone Network),
- голосовые почтовые сообщения Public Switched Telephone Network,
- мгновенные сообщения по сетям,
- SMTP-сообщения и другие.

Требования к электронным сообщениям:
- возможность идентификации отправителя,
- наличие правоспособности и компетенции отправителя сообщения,
- подлинное волеизъявление лица-отправителя электронного сообщения.

Признание в России в качестве электронных доказательств сообщений, направленных по электронной почте, закреплено в ст. 165.1 ГК РФ о юридически значимым сообщениях.

## Электронные документы и иные документы в электронной форме
Согласно ст. 75 АПК РФ, ст. 71 ГПК РФ и ст. 70 КАС РФ в качестве письменных доказательств признаются (допускаются) документы, подписанные электронной подписью .
Электронный документ — документированная информация, представленная в электронной форме, то есть в виде, пригодном для восприятия человеком с использованием электронных вычислительных машин, а также для передачи по информационно-телекоммуникационным сетям или обработки в информационных системах.
В Казахстане доказательства в форме электронных документов или их копий, удостоверенных электронной цифровой подписью, представляются суду с соблюдением правил, установленных настоящей статьёй (ч. 6 ст. 100 ГПК Республики Казахстан). Электронный документ признаётся доказательством, за исключением случаев, когда законодательством не допускается использование только электронного документа.

## Цифровые аудио- и видеозапись, фотоизображение
Средством доказывания выступают доказательства на магнитных носителях, демонстрирующие сведения о фактах, — аудио-, видеозапись или фотоизображения (ч. 2 ст. 64, ч. 2 ст. 89 АПК РФ, ст. 77 ГПК РФ, ч. 2 ст. 59 и ч. 1 ст. 76 КАС РФ). Данные доказательства используются в суде наряду с традиционными, в частности, свидетельскими показаниями, доказательствами на бумажном носителе и т. д.
В ряде случаев видеозапись обязательна и впоследствии приобщается к протоколу либо акту освидетельствования, например, при оформлении административного правонарушения в порядке ч. 6 ст. 25.7 КоАП РФ в отсутствии понятых.
Для признания аудио- или видеозаписи допустимым доказательством в делах о защите нарушенных интеллектуальных прав согласие на проведение аудиозаписи или видеосъёмки того лица, в отношении которого они производятся, не требуется (абз. 4 п. 55 постановления Пленума ВС РФ от 23 апреля 2019 г. № 10 «О применении части четвёртой Гражданского кодекса Российской Федерации»).
Постепенно в законодательстве закрепляются в качестве отдельного вида доказательств — цифровые аудио- и видеозаписи, фотоизображения. Так, в 2016 году ст. 26.7 КоАП дополнена положением, которым к числу «документов», как доказательств по административному правонарушению, отнесены фото- и киносъёмки, звуко- и видеозаписи, информационных баз и банков данных и иные носители информации (ст. 26.7 КоАП РФ).
В Беларуси лица, представляющие звуко- и видеозапись на электронных либо иных носителях или ходатайствующие об их истребовании, обязаны указать, когда, кем и в каких условиях осуществлялась запись (ст. 90 ХПК Республики Беларусь).
В силу ст. 95.1 ГПК Азербайджанской Республики лица, представляющие звуко- или видеозаписи на электронных и других носителях или ходатайствующие об их истребовании обязаны указать когда, кем и в каких условиях сделаны эти записи.
Согласно ст. 146 ГПК Республики Молдова лицо, представляющее звуко- или видеозапись на электронном или ином носителе либо ходатайствующее об их истребовании, обязано указать, кем, когда и в каких условиях осуществлялась запись. Не может быть использована в качестве доказательства звуко- или видеозапись, полученная скрытым путём, за исключением случаев, когда такая запись допускается законом.

## Информация в СМИ
В правоприменительной деятельности нередко используется в качестве электронных доказательств сведения, размещённые на сайтах сетевых СМИ.
Ярким примером таким СМИ являются интернет-порталы РБК — РосБизнесКонсалтинг или РИА Новости.
Информация новостных лент медиа СМИ также используется в административной практике. Так, например, основанием для возбуждения дела об административном правонарушении выступает сообщение средства массовой информации, указывающее на наличие признаков нарушения антимонопольного законодательства (п. 4 ч. 2 ст. 39 Федерального закона «О защите конкуренции» от 26.07.2006 N 135-ФЗ).
Сведения сетевых СМИ рассматриваются в качестве электронных доказательств как в административной, так и в судебной практике. Вместе с тем данного рода электронные доказательства не всегда могут быть единственным свидетельством соответствующего факта.

## SMS-сообщения, бизнес-мессенджеры и социальные сети
В последнее время стало привычным использование руководителями и сотрудниками субъектов хозяйствования SMS-сообщений, а также сообщений по бизнес-мессенджерам и социальным сетям (Skype, Viber, WhatsApp, Telegram, Signal, Facebook Messenger, Wire, Amo, Microsoft Teams, Тwist, Discord, ТамТам, Dialog messenger, Яндекс Чаты (ex. Ямб), Cisco Spark, Hangouts, Rocket Сhat, Myteam, Zulipchat, VIPole Secure Messenger, Google Messages, ICQ, Line и многие другие).
Применение аккаунтов в социальных сетях стало эффективным инструментом обнародования информации, в том числе о деятельности государственных органов и организаций. Например, о применении facebook, instagram и telegram для ключевых публикаций указывается в Публичной декларация целей и задач Федеральной службы по интеллектуальной собственности на 2021 год (утв. Роспатентом 22 марта 2021).
Сообщения мессенджеров нередко становятся ключевым доказательством по делу. Так, в Обзоре по отдельным вопросам судебной практики, связанным с применением законодательства и мер по противодействию распространению на территории Российской Федерации новой коронавирусной инфекции (COVID-19) № 2 (2020 г.) публичное распространение заведомо ложной информации, если такая информация адресована группе или неограниченному кругу лиц и выражена в любой доступной для них форме может проявляться в использовании для этого средств массовой информации, информационно-телекоммуникационных сетей, в том числе мессенджеров (WhatsApp, Viber и других), в массовой рассылке электронных сообщений абонентам мобильной связи и т. п.
В отечественной судебной практике и в актах судов общей юрисдикции и арбитражных судов всех уровней все чаще упоминаются мессенджеры, в частности, Whatsapp, Viber, Skype, telegram и другие. Такой подход поддержан Верховным Судом РФ, в частности по вопросу досудебного урегулирования споров постановление Пленума Верховного Суда Российской Федерации от 22 июня 2021 г. N 18 г. Москва «О некоторых вопросах досудебного урегулирования споров, рассматриваемых в порядке гражданского и арбитражного судопроизводства».
С другой стороны, данные электронные сообщения могут храниться на персональных компьютерах, планшетах и мобильных телефонах, и содержать в себе наряду со сведениями, составляющими собственно деловую переписку («полезную» для рассмотрения дела), персональные сведения и иную информацию, обладающую режимом ограниченного доступа. Указанные сведения могут быть получены государственными органами только при получении согласия на это абонента.
Рассматриваемые электронные доказательства могут содержать персональные данные, не относящиеся к рассматриваемому делу, и их обработка ограничена законом.

## Электронные копии (образ) документа
Электронная копия документа — копия документа, созданная в электронной форме.
Известно, процессуальное законодательство содержит положение о том, что копия документа, составленного в бумажной форме, при отсутствии подлинника не может служить доказательством соответствующего факта по делу (ч. 6 ст. 71, абз. 2 ч. 3 ст. 75 АПК РФ, ч. 6 ст. 67, ч. 2 ст. 71 ГПК РФ и т. д.). Необходимость предоставления подлинника документа, изначально изготовленного в бумажной форме, равно как и право суда их требовать, отражена в п. 9 постановления Пленума ВС РФ от 26 декабря 2017 г. № 57 «О некоторых вопросах применения законодательства, регулирующего использование документов в электронном виде в деятельности судов общей юрисдикции и арбитражных судов». Вместе с тем в ряде случаев бывает очевидным, что вторая сторона по делу (например, бывший генеральный директор в корпоративном споре, наследники в наследственном споре либо супруги в бракоразводном процессе), обладая фактическим доступом к подлиннику умышленно избавилась от данного доказательства и сохранилась лишь его электронная копия, например, в формате PDF или JPEG. Кроме того, стороны могут изначально договориться об электронном взаимодействии и направлении электронных образов (копий) документов через электронную почту и иные средства телекоммуникационной связи.
Решением вопроса может быть признание в целом данного доказательства путём сопоставления его с другими неопровержимыми доказательствами по делу.
Экспертиза документов по их копии является сложным вопросам для правоведения. Позиции Верховного Суда РФ свидетельствуют о необходимости оценивать данные доказательства в каждом конкретном случае отдельно и индивидуально с учётом всех фактических обстоятельства дела. Неоднократно указывалось на то, что законодательством не установлен прямой запрет в гражданском процессе на проведение почерковедческой экспертизы по копии документы . Вопросы о достаточности и пригодности материалов, предоставленных для исследования, а также о методике проведения экспертизы, относятся к компетенции лица, проводящего экспертизу (п. 9 Обзора судебной практики ВС РФ № 4, 2020, утв. Президиумом Верховного Суда РФ 23.12.2020).

## Цифровой отпечаток сайта (веб-архивы)
Цифровые технологии позволяют сохранять историю изменений контента сайтов в Data-центрах, делая «цифровые отпечатки» соответствующих страниц сайтов.
Цифровые отпечатки страниц сайтов делаются периодически (не сплошные) и выборочно. Вместе с тем, как правило, отражают основные сведения соответствующего периода. При этом, многие интернет-порталы предоставляют публичный доступ всем пользователям телекоммуникационной сети Интернет.
Примерами выступают зарубежные — http://web.archive.org/ и российские сайты — https://webarchiveorg.ru/; http://web-arhive.ru/.
Несмотря на необходимость осмотрительно оценивать «цифровые отпечатки» в качестве электронных доказательств по делу ввиду возможных дипфейков, указанные доказательства могут играть ключевую роль, в частности, когда станицы сайта были удалены, а суду невозможно оценить доводы сторон иным образом .
Экспертами широко используются рассматриваемые сведения, например, в деятельности коллегии палаты по патентным спорам.